# ريكارد ليندروس
ريكارد ليندروس (بالفنلندية: Rikard Lindroos)‏ هو لاعب كرة قدم فنلندي في مركز الوسط، ولد في 12 يوليو 1985 في فآسا في فنلندا. لعب مع نادي فآسا.